# Décimo Abúrio Basso
Décimo Abúrio Basso (em latim: Decimus Aburius Bassus) foi um senador romano nomeado cônsul sufecto para o nundínio de setembro a outubro de 85 com Quinto Júlio Balbo.